# Everything You See
Everything You See er det trettende album fra den skotske keltiske rockband Runrig. Det blev udgivet i Storbritannien d. 14. maj 2007 via Ridge Records. Alle sangen blev skrevet af bandmedlemmerne Calum og Rory Macdonald, bortset fra "Sona" og "And the Accordions Played", der blev skrevet i samarbejde med henholdsvis Malcolm Jones og Brian Hurren. Som med alle andre af gruppens album, er flere af sangene skrevet og udført på skotsk gælisk, der understreger bandets afstamning.
I sommeren 2007 tog Runrig på deres Everything You See tour, for at promovere det nye album. Turneens hovedfokus var Danmark (nummeret "In Scandinavia" mindes det gamle link mellem Danmark og Skotland via vikingerne), Tyskland og England, og i første omgang kun med en enkelt koncert i Skotland (i Drumnadrochit ved Loch Ness). Turneen blev senere forlænget, og der kom adskillige ekstra koncerter i Skotland. Loch Ness-koncerten havde titlen Beat the Drum efter omkvædet på sangen "Pride of the Summer". Den blev optaget og udgivet på både DVD og CD som Year of the Flood i 2008.

## Spor
1. "Year of the Flood" - 4:10
2. "Road Trip" - 4:24
3. "Clash of the Ash" - 3:16
4. "The Ocean Road" - 6:32
5. "Atoms" - 4:51
6. "An Dealachadh" (The Parting) - 3:08
7. "This Day" - 4:22
8. "Sona" (Joyful) - 4:55
9. "Something's Got to Give" - 3:21
10. "And the Accordions Played" - 4:58
11. "In Scandinavia" - 4:54

## Personel
- Iain Bayne: Trommer, percussion
- Bruce Guthro: Forsanger
- Brian Hurren: keyboards, vokal
- Malcolm Jones: guitar, harmonika, vokals, pipes
- Calum Macdonald: percussion, vokal
- Rory Macdonald: vokal, basguitar